# Armageddon (WWE)

Loghi di Armageddon

Armageddon è stato un evento in pay-per-view a cadenza annuale prodotto dalla World Wrestling Federation/Entertainment. Realizzato per la prima volta nel dicembre del 1999, ponendosi come ultimo pay-per-view dell'anno. Da quando è stato creato, Armageddon si è svolto regolarmente ogni anno, tranne nel 2001, a causa degli attentati dell'11 settembre, che spinsero la WWE a non realizzarlo, considerando il nome dell'evento un riferimento troppo esplicito alla guerra; nell'occasione fu sostituito da Vengeance.
Dal 2004 al 2006, a seguito della Brand Extension, è stato un'esclusiva del roster SmackDown! (mentre nel 2003 era stato un'esclusiva del roster di Raw).
Dal 2002, la sigla è stata The End, che apparve per la prima volta nel terzo disco della raccolta WWE Anthology. La canzone era stata composta da Jim Johnston. La traccia, è stata più volte modificata e remixata, per non rendere ogni anno del tutto uguali le sigle dell'evento. Ne è stata fatta pure una versione estesa più lunga dell'originale, disponibile per l'acquisto su WWE.com.
Dal 2009 è stato sostituito da TLC: Tables, Ladders & Chairs.

## Edizioni
|  | Evento esclusivo del roster di Raw       |
|  | Evento esclusivo del roster di SmackDown |

| Edizione        | Data             | Città      | Sede                              | Main event                                                                           |
| --------------- | ---------------- | ---------- | --------------------------------- | ------------------------------------------------------------------------------------ |
| 1999 (Dettagli) | 12 dicembre 1999 | Sunrise    | National Car Rental Center        | Triple H vs. Vince McMahon                                                           |
| 2000 (Dettagli) | 10 dicembre 2000 | Birmingham | Birmingham-Jefferson Civic Center | Kurt Angle vs. Rikishi vs. The Rock vs. Steve Austin vs. Triple H vs. The Undertaker |
| 2002 (Dettagli) | 15 dicembre 2002 | Sunrise    | Office Depot Center               | Shawn Michaels vs. Triple H                                                          |
| 2003 (Dettagli) | 14 dicembre 2003 | Orlando    | TD Waterhouse Centre              | Goldberg vs. Kane vs. Triple H                                                       |
| 2004 (Dettagli) | 12 dicembre 2004 | Atlanta    | Gwinnett Center                   | Booker T vs. Eddie Guerrero vs. JBL vs. The Undertaker                               |
| 2005 (Dettagli) | 18 dicembre 2005 | Providence | Dunkin' Donuts Center             | Randy Orton vs. The Undertaker                                                       |
| 2006 (Dettagli) | 17 dicembre 2006 | Richmond   | Richmond Coliseum                 | Batista e John Cena vs. Finlay e King Booker                                         |
| 2007 (Dettagli) | 16 dicembre 2007 | Pittsburgh | Mellon Arena                      | Batista vs. Edge vs. The Undertaker                                                  |
| 2008 (Dettagli) | 14 dicembre 2008 | Buffalo    | HSBC Arena                        | Edge vs. Jeff Hardy vs. Triple H                                                     |